# Moechotypa trifasciculata
Moechotypa trifasciculata là một loài bọ cánh cứng trong họ Cerambycidae.